# スペース・ローンチ・イニシアチブ

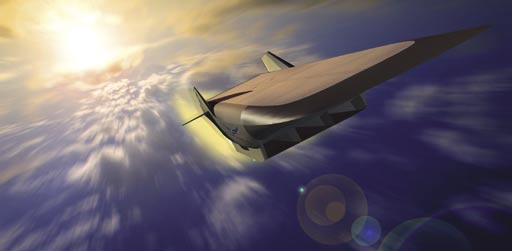
SLIアート

スペース・ローンチ・イニシアチブ（英語: Space Launch Initiative（ SLI ））は、 NASAとアメリカ国防総省の共同研究および技術プロジェクトであり、米国のすべての極超音速機、宇宙発射、および宇宙技術のニーズを満たすための要件を決定した。これは、第2世代の再利用型宇宙往還機（RLV）プログラムとしても知られていた。このプログラムは、2000年に再利用可能なロケット研究契約から始まった。
この研究の主な目標は、安全性と信頼性を高め、国の次世代宇宙ロケットの製造、飛行、保守に関連する全体的なコストを削減することであった。NASAは、これらの進歩が国の宇宙輸送能力を活性化し、宇宙で科学と探査の任務を遂行するNASAの能力を劇的に改善することを期待していた。このプログラムは、X-43プログラムの終了に伴い、2001年にX-33とX-34もキャンセルされた。2002年11月、軌道スペースプレーン計画と次世代打ち上げ技術プログラムに発展させた。2004年頃、NASAは、宇宙探査のビジョンの一環として、その焦点をコンステレーションプログラムに変更した。アラバマ州ハンツビルにあるNASAのマーシャル宇宙飛行センターが管理するスペース・ローンチ・イニシアチブ推進事務所は、より安全で信頼性が高く、手頃な価格の推進ソリューションを開発するために技術を進歩させ、宇宙推進の新しい道を模索した。2つの水素燃料（COBRA、RS-83、TR-106）と2つのケロシン燃料（RS-84、TR-107）の二段燃焼サイクルエンジンを含む、第2世代の再利用型宇宙往還機の4つの主要なエンジン候補が登場した。

## COBRAロケットエンジン
コブラ(ミサイル)は、「再利用可能なアプリケーションのために共同最適化されたブースター」 :139。プラット・アンド・ホイットニー-エアロジェット推進アソシエイツが広範囲の推力をカバーするために提案した推進システム。このLH2 / LOX再利用型ロケットエンジンは、2003年に4,500 kN推力を発生するように設計された。燃料が豊富な二段燃焼サイクルを使用して、安全で低コスト、低リスクのLH2 / LOXシングルバーナーを組み込んだ。長寿命、中程度から高推力の再利用可能なブースターエンジンとして提案されている :141。

## RS-83ロケットエンジン
RS-83は、他のどのロケットよりも大きくて強力な再利用可能なLH2 / LOXロケット用のロケットエンジン設計であった。RS-83は、スペース・ローンチ・イニシアチブ プログラムの一環としてロケットに動力を供給するために、カノガパーク (カリフォルニア州)のロケットダイン推進力によって開発された。このエンジンは、海面で664,000重量ポンド (2,950 kN)、真空中で750,000重量ポンド (3,300 kN)の推力を生成するように設計されており、I SPはそれぞれ395と446秒（3.87と4.37kN・s / kg） :139。RS-83は、DeltaIV使い捨てロケットに動力を供給するRS-68に大まかに基づいている。 RS-83の設計は、より効率的で軽量で、わずかに強力でありながら再利用可能である。RS-83は、100ミッションに耐えるように設計されており、2段式宇宙輸送機の再利用型宇宙往還機の第1ステージでの使用を目的としていた。

## RS-84ロケットエンジン

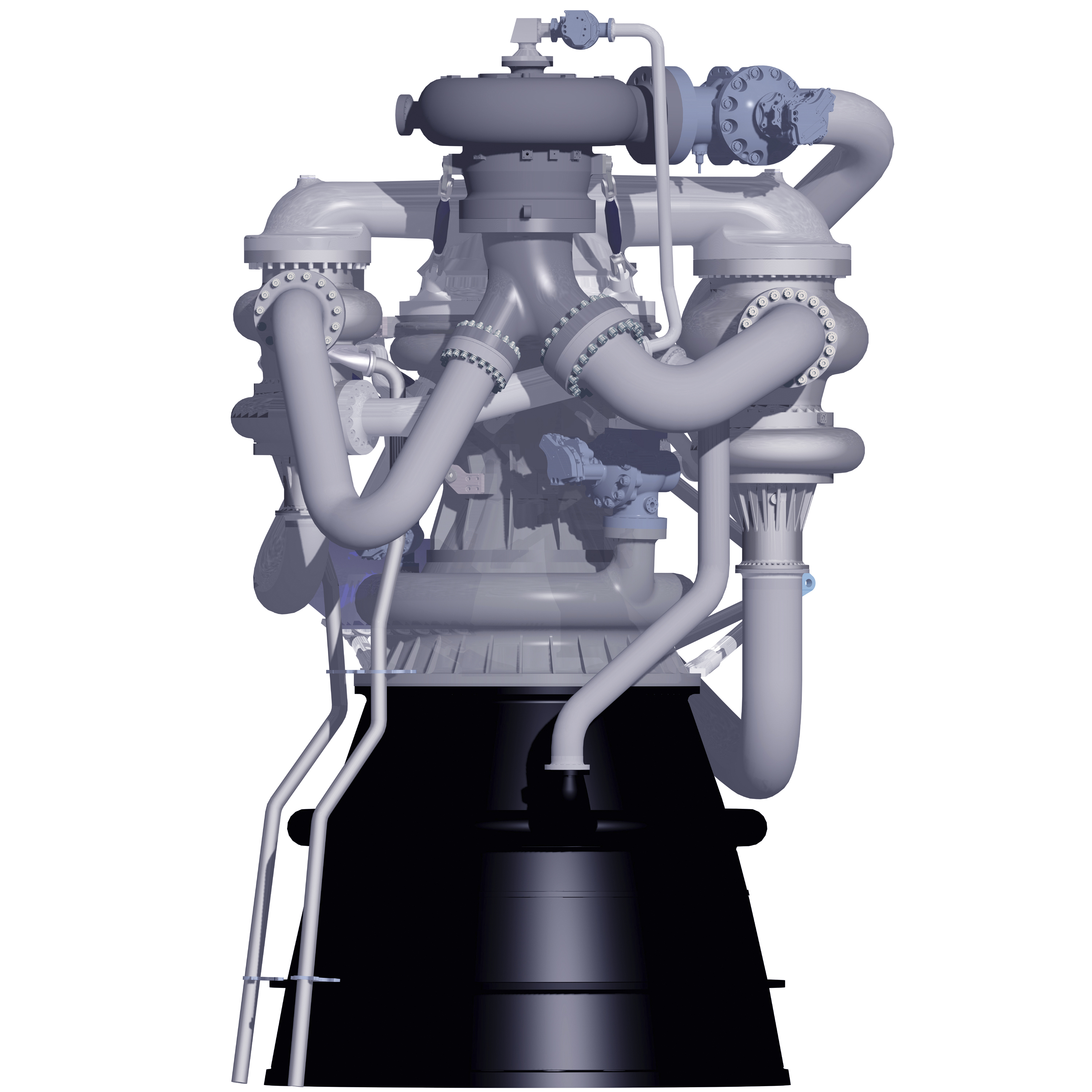
RS-84

スペース・ローンチ・イニシアチブの一環として、ロケットダインはRS-84ロケットエンジンの計画を策定した。これは、炭化水素燃料を使用するために米国で製造された最初の再利用可能な二段燃焼サイクルの液体ロケットエンジンであった。対照的に、ソビエト連邦は1980年代にエネルギアロケット用のRD-170再利用可能な二段燃焼炭化水素エンジンを開発した。
プロトタイプエンジンは、海面で4,732キロニュートン (1,064,000 lbf)なり、真空中で 5,026キロニュートン (1,130,000 lbf); 8シフトのターンタイム。海面で305、真空で324の比推力 :141。
NASAは2005年に開発をキャンセルした。

## TR-106 / TR-107ロケットエンジン
TR-106または低コストピントルエンジン（LCPE）は、スペースローンチイニシアチブの下でTRWによって設計された開発用LH2 / LOXロケットエンジン。計画された海面推力は650,000lbf。 :144それは2000年を通してNASAジョン・C・ステニス宇宙センターでテストされた。ステニスのテストスタンドの結果は、エンジンがさまざまな推力レベルと推進剤比にわたって安定していることを示した。スペース・ローンチ・イニシアチブの中止により、エンジンの開発は一時的に中止された。
2000年以来、TRWはノースロップ・グラマンに買収され、 TR-107 RP-1 / LOXロケットエンジンの開発は2001年に開始され、次世代の打ち上げに使用できるようになり、宇宙輸送機はNASAとの契約の下で継続されている 。